# آندریا دو آدامیچ

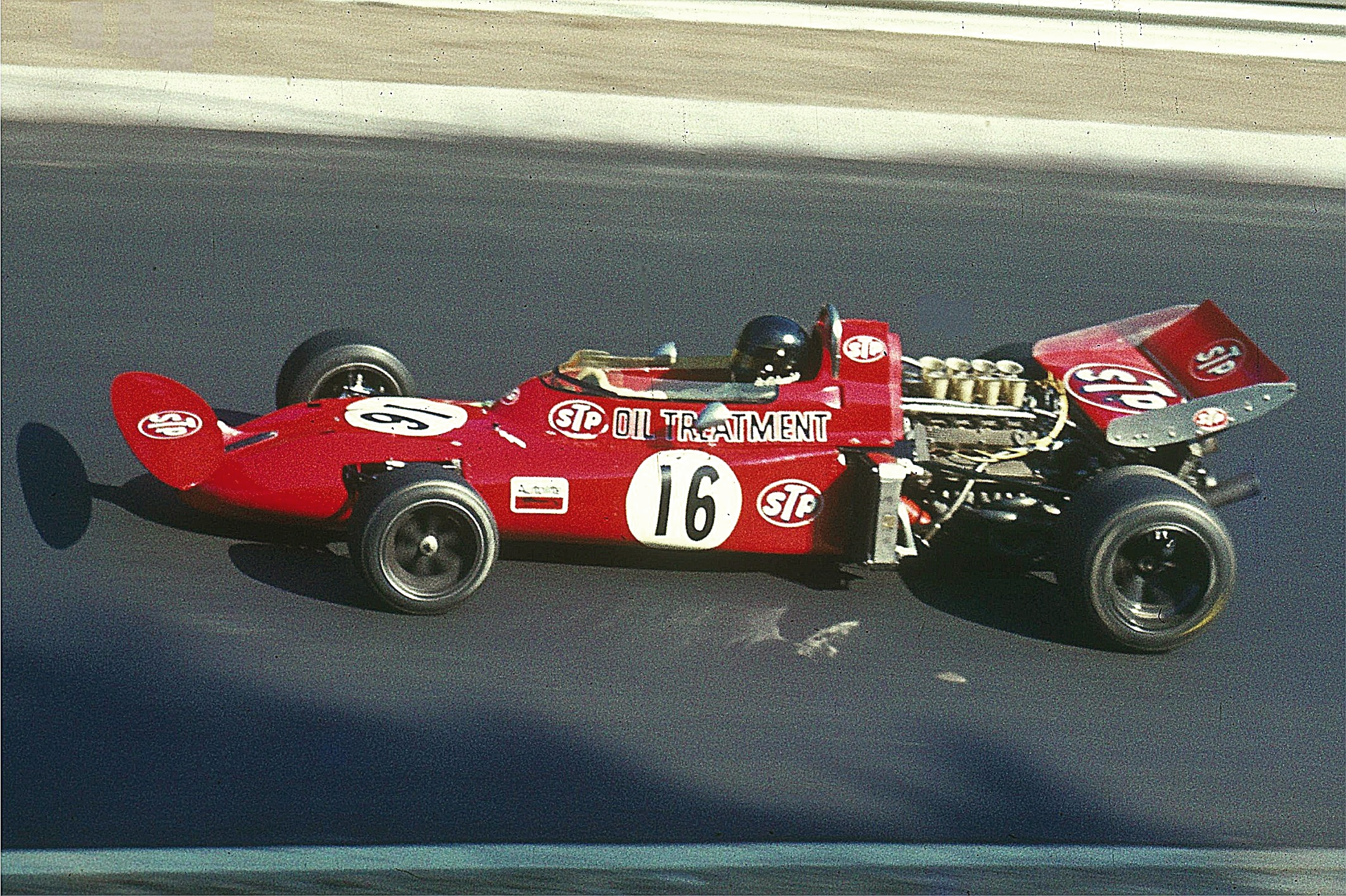
آندریا دو آدامیچ در حال مسابقه برای تیم مارچ در جایزه بزرگ آلمان ۱۹۷۱

آندریا لودویکو دو آدامیچ (انگلیسی: Andrea Lodovico de Adamich؛ زادهٔ ۳ اکتبر ۱۹۴۱ در تریسته) رانندهٔ سابق مسابقات اتومبیل‌رانی اهل ایتالیا است. او از ۱ ژانویهٔ ۱۹۶۸ در ۳۴ گراند پری از سری مسابقات جهانی فرمول یک شرکت کرده و موفق به کسب شش امتیاز شده‌است. او همچنین در چندین مسابقهٔ غیر قهرمانی فرمول یک نیز حضور داشته‌است.
آندریا د آدامیچ یک مسابقه‌دهنده خودروهای اسپرت و سالنی بود که وقتی از او خواسته شد در فرمول ۱ مسابقه دهد، عملکرد خوبی داشت. یکی از اجداد او، آندریا لیودویت آدامیچ ثروتمندترین و قدرتمندترین تاجر در ریجکا در قرن هجدهم بود.